# HMS Milford (1809)
HMS Milford (Корабль Его Величества «Милфорд») — 74-пушечный линейный корабль третьего ранга. Седьмой корабль Королевского флота, названный HMS Milford. Корабль был разработан французским эмигрантом, кораблестроителем Жаном Луи Барральером и был единственным судном своего типа. Относился к так называемым «большим 74-пушечным кораблям», нёс на верхней орудийной палубе
24-фунтовые пушки, вместо 18-фунтовых у «обычных 74-пушечных». Заложен в июне 1798 года. Спущен на воду 1 апреля 1809 года на частной верфи Джейкобса в Милфорд-Хэвене.

## Служба
Milford вступил в строй в мае 1809 года под командованием капитана Генри Уильяма Бойнтона. Корабль был отправлен в Средиземное море, где был занят патрулированием у берегов Франции. 9 ноября 1809 года Milford и Gibraltar захватили французский бриг La Modeste.
2 сентября 1810 года Milford, под командованием капитана Эдварда Кито прибыл в Кадис. Но находился в гавани города до лета 1811 года, приняв участие в обороне города от французской армии. сам корабль участия в боевых действиях не принимал. но часть экипажа была отправлена на канонерские лодки, которые вели бои с французскими канонерками. Многие члены экипажа Milford погибли или были ранены в этих сражениях, так например 1 ноября 1810 года в сражении с двумя французскими канонерсками был убит лейтенант Люка с Milford.
6 марта 1811 года отряд из морских пехотинцев и матросов эскадры, под прикрытием канонерских лодок атаковал французские батареи, ведущие обстрел города. Одна батарея из четырёх орудий вблизи Санта-Марии была взята штурмом отрадом морских пехотинцев с Milford во главе с капитаном Фотреллом. При этом два человека из экипажа корабля было убито, а ещё шестеро были ранены.
В июле-августе 1813 года Milford, в составе эскадры контр-адмирала Фримантла, принял участие в нападении на порт Риека. 3 июля отряд морских пехотинцев с Milford захватили форт, защищавший город, после чего начался штурм Риеки. Несмотря на упорное сопротивление французских войск, британцы вынудили их отступить и уже к вечеру весь город оказался в руках англичан. При этом британцы потеряли только одного убитого и пятерых раненых.
В октябре 1813 года Milford, в качестве флагмана контр-адмирала Фримантла, принял участие в блокаде и последующей осаде порта Триест. Британские корабли осуществляли морскую брокаду Триеста, в то время как отряд австрийских войск под командованием генерала графа Ньюджента обложил город по суше. 10 октября французы открыли замаскированную береговую батарею из двух орудий, которая обстреляла Milford. Корабль открыл ответный огонь, и через четверть часа, убив двух и ранив семь человек, заставил пушки замолчать. В тот же день отряд матросов и морских пехотинцев корабля высадился на берег чтобы принять участие в обстреле форта, защищавшего город. Форт был захвачен 16 октября, а 29 октября капитулировал французский гарнизон в городе.
В 1825 году Milford был переведен на рейдовую службу. с 1830 кода он использовался как карантинное судно в Милфорд-Хэвен. Он оставался в этом качестве до 1846 года, когда было принято решение отправить корабль на
слом.